# Рибница (город, Словения)
Рибница (словен. Ribnica) — город в южной части Словении. Население города — 3 480 человек по данным переписи 2002 года.

## Общие сведения
Город находится в 40 километрах от Любляны долине Рибнишка Долина между горами Велика гора и Мала гора. Через центр города протекает река Бистрица[уточнить].
Рибница — один из старейших городов Словении. Первое упоминание относится к 1082 году, однако более надёжным является упоминание 1220 года. Город известен традициями деревянных и гончарных изделий.

## Достопримечательности
- Церковь Св. Штефана
- Рибникский замок
- два каменных моста через реку Бистрицу
- Музей Рибница
- Рокоделски центер
- Церковь Св. Аны

## Ежегодные события
- Ярмарка деревянных изделий
- День фасоля

## Известные уроженцы
- Шустершич, Иван (1863—1925) — словенский политический и государственный деятель.